# Krakholm
Krakholm är en del av en ö i Åland (Finland). Den ligger i den östra delen av landskapet, 70 km nordost om huvudstaden Mariehamn.